# 李澄 (天順進士)
李澄（1422年—？），字希范，直隸松江府上海縣人，明朝政治人物。進士出身。

## 生平
應天府鄉試第六十一名。天順元年（1457年）丁丑科會試第一百五十八名，殿試登進士第三甲第十二名。

## 家族
曾祖李原芳。祖父李珙。父亲李伯璵，曾任教諭。